# Sericomyia sexfasciata
Sericomyia sexfasciata är en tvåvingeart som beskrevs av Walker 1849. Sericomyia sexfasciata ingår i släktet torvblomflugor, och familjen blomflugor. Inga underarter finns listade i Catalogue of Life.